# 瑷珲历史陈列馆
瑷珲历史陈列馆，位于黑龙江省黑河市爱辉区瑷珲镇，是依托瑷珲新城遗址而建成的一座历史博物馆。隶属中共黑河市委宣传部。馆中陈列有《瑷珲条约》签订的复原场景、海兰泡惨案半景画、瑷珲军民抗俄中使用的带有“吉林”字样的子弹、长矛，俄军使用的枪、刀以及屠杀海兰泡和江东六十四屯居民的照片等。

## 简介

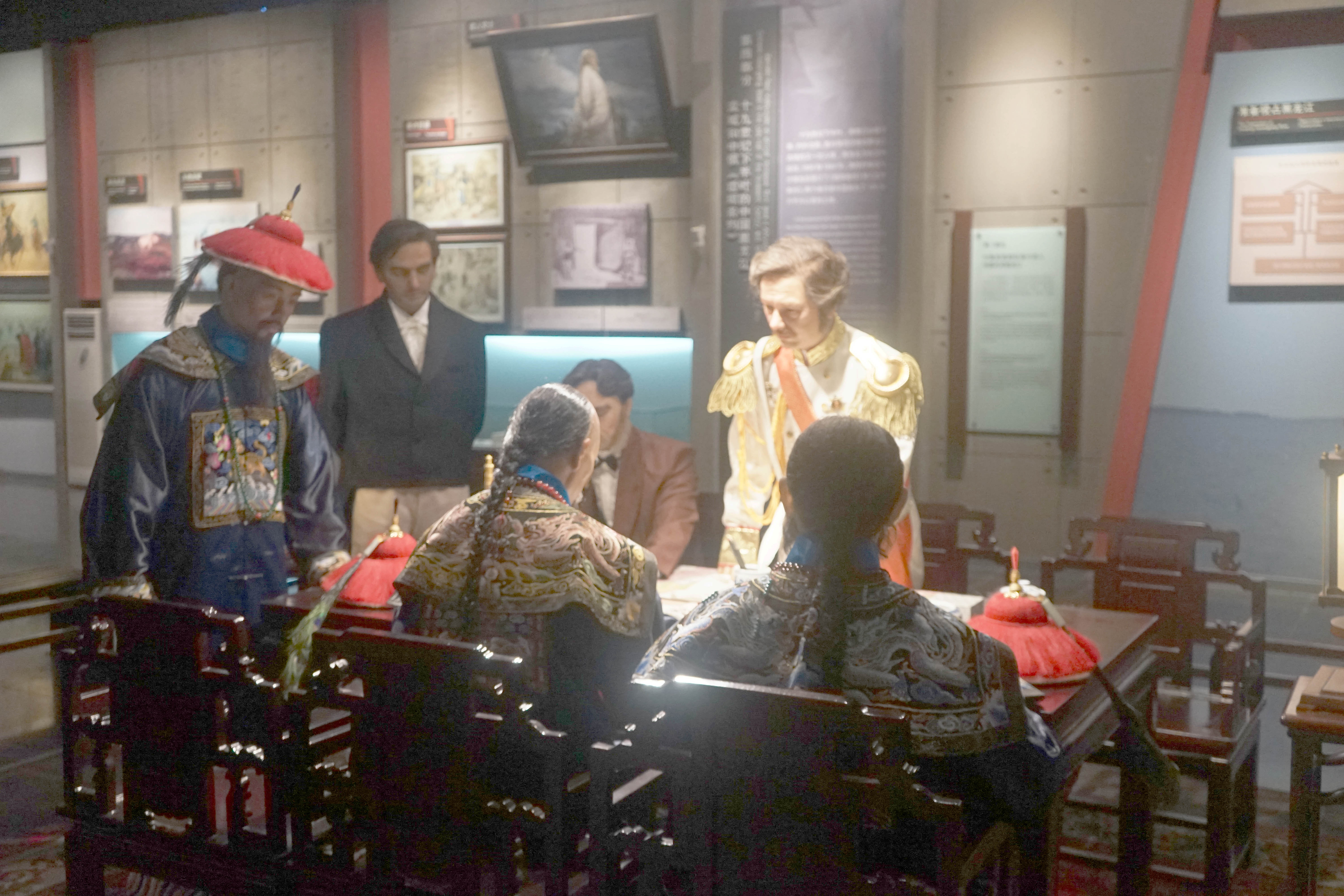
瑷珲条约签订场景复原

瑷珲历史陈列馆创建于1975年，原馆占地面积8000平方米，展厅面积200平方米。2000年9月进行改扩建，2002年6月15日新馆落成并对外开放。2008年3月29日起，对社会公众免费开放。2010年4月提升改造工程开工，2010年11月闭馆进行内部改陈。新馆占地面积12万平方米，主体展厅建筑面积4000平方米。

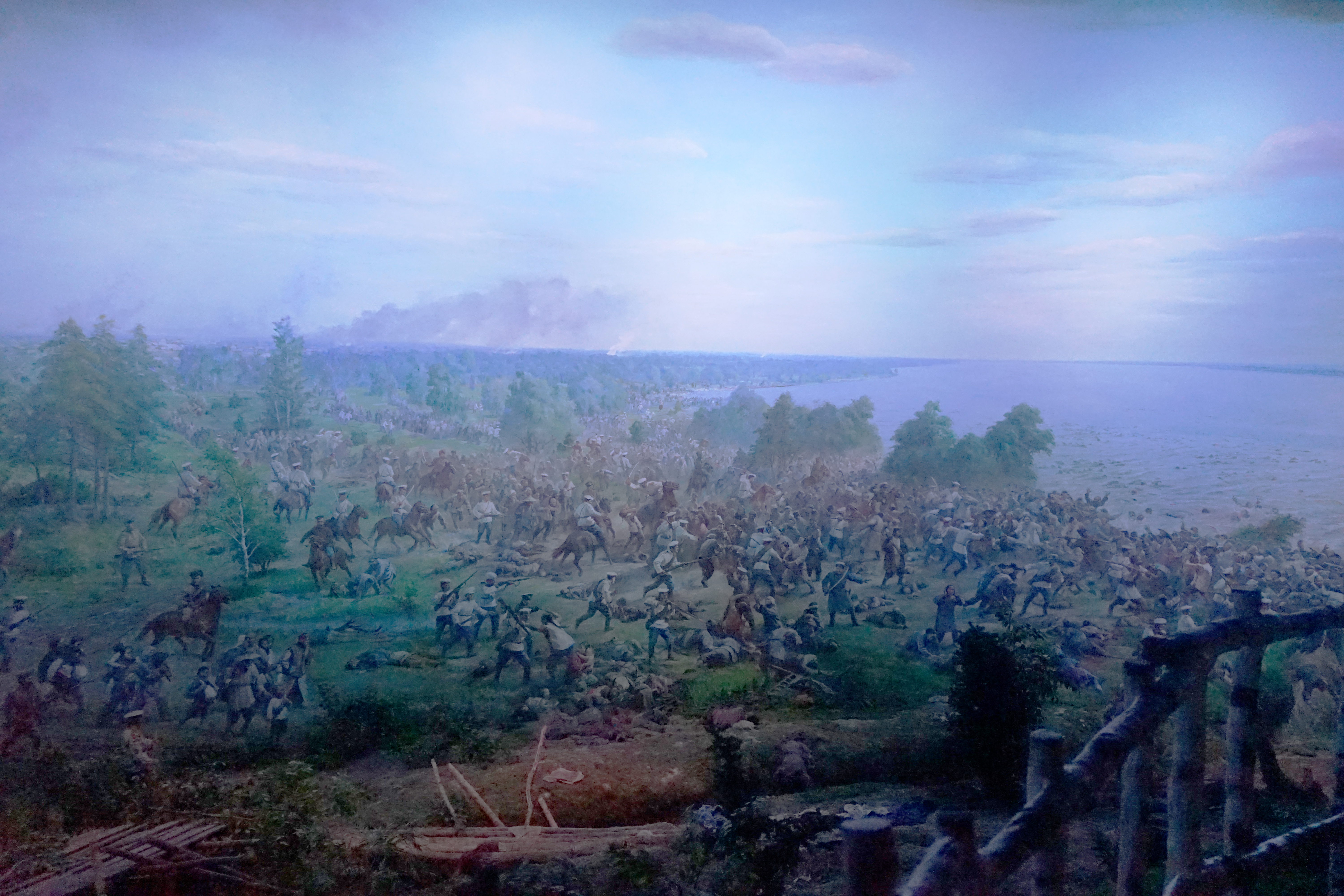
海兰泡惨案半景画

新馆主展厅建筑外形左方右圆，中央被大三角形台阶分开，象征中国国土被刀剑割裂。台阶左侧是大型浮雕墙“母亲河”，展示古代黑龙江流域各民族生产生活场景。台阶右侧是风铃墙，1858个风铃寓意警钟长鸣、勿忘国耻。风铃墙下的大型铜雕寓意祖国母亲失去了儿女和国土。基本陈列中，模拟复原了“签订《尼布楚条约》、《瑷珲条约》”两个大型超写实雕塑场景，以及“瑷珲被毁”开放式场景，“海兰泡惨案”半景画。新馆馆区内还有见证松，并有复建的魁星阁。

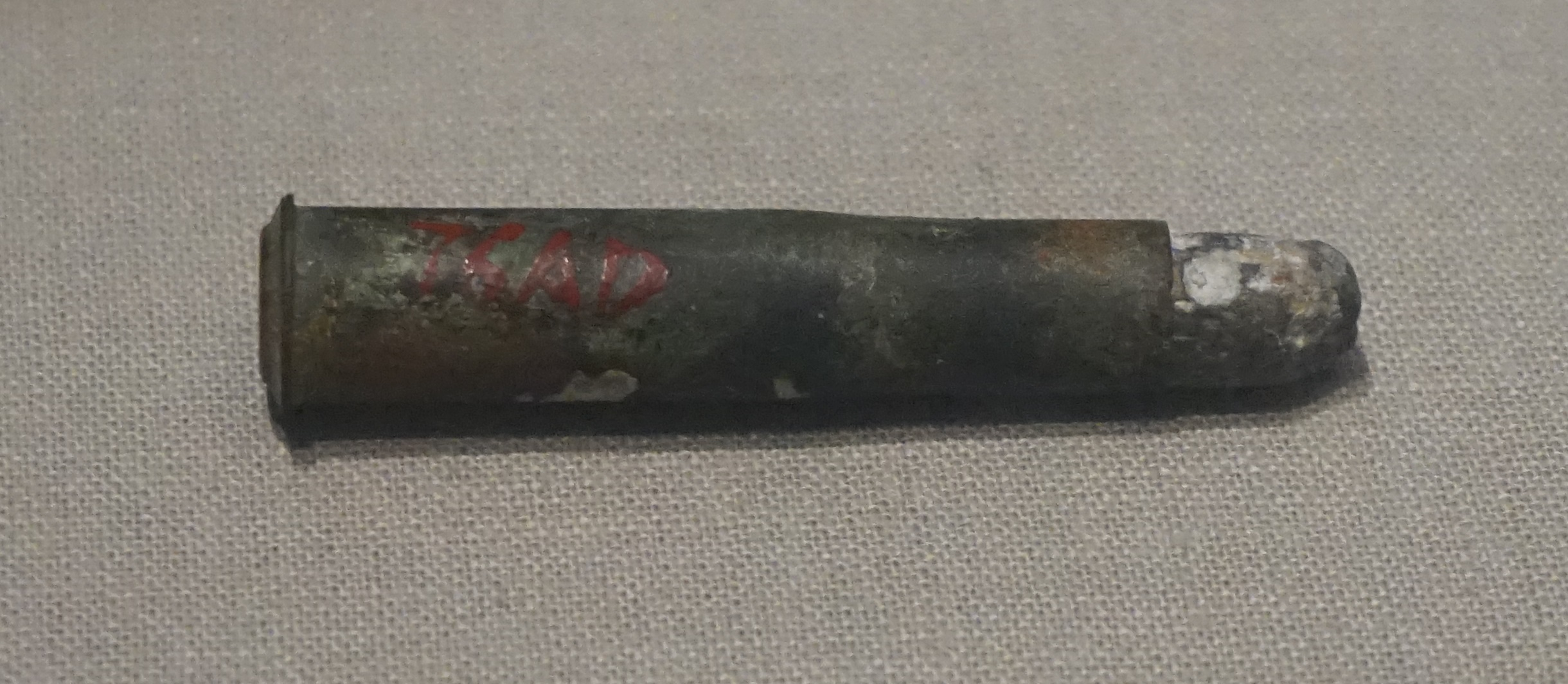
带有“吉林”字样的子弹

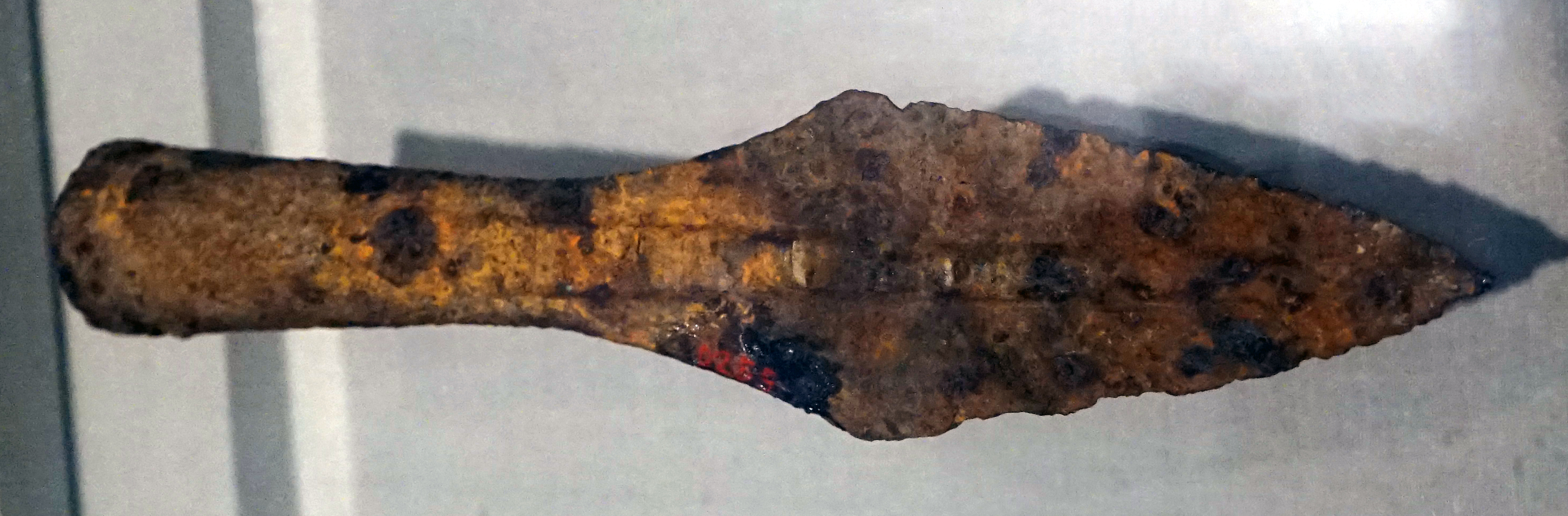
抗俄军民所用的铁矛头

瑷珲历史陈列展出了黑龙江流域考古发掘的文物、民族文物、各种照片、档案，以及根据多国资料复原的海兰泡惨案半景画。馆藏一级文物有瑷珲人抗俄所用带有“吉林”字样的铁弹、铁矛头。
瑷珲历史陈列馆是中华人民共和国唯一以全面反映中俄东部关系史为基本陈列内容的专题性遗址博物馆。瑷珲历史陈列馆是全国爱国主义教育示范基地，国家一级博物馆，全国十大陈列展览精品馆，国家级国防教育示范基地，国家AAAA级旅游景区。